# Barbarigo

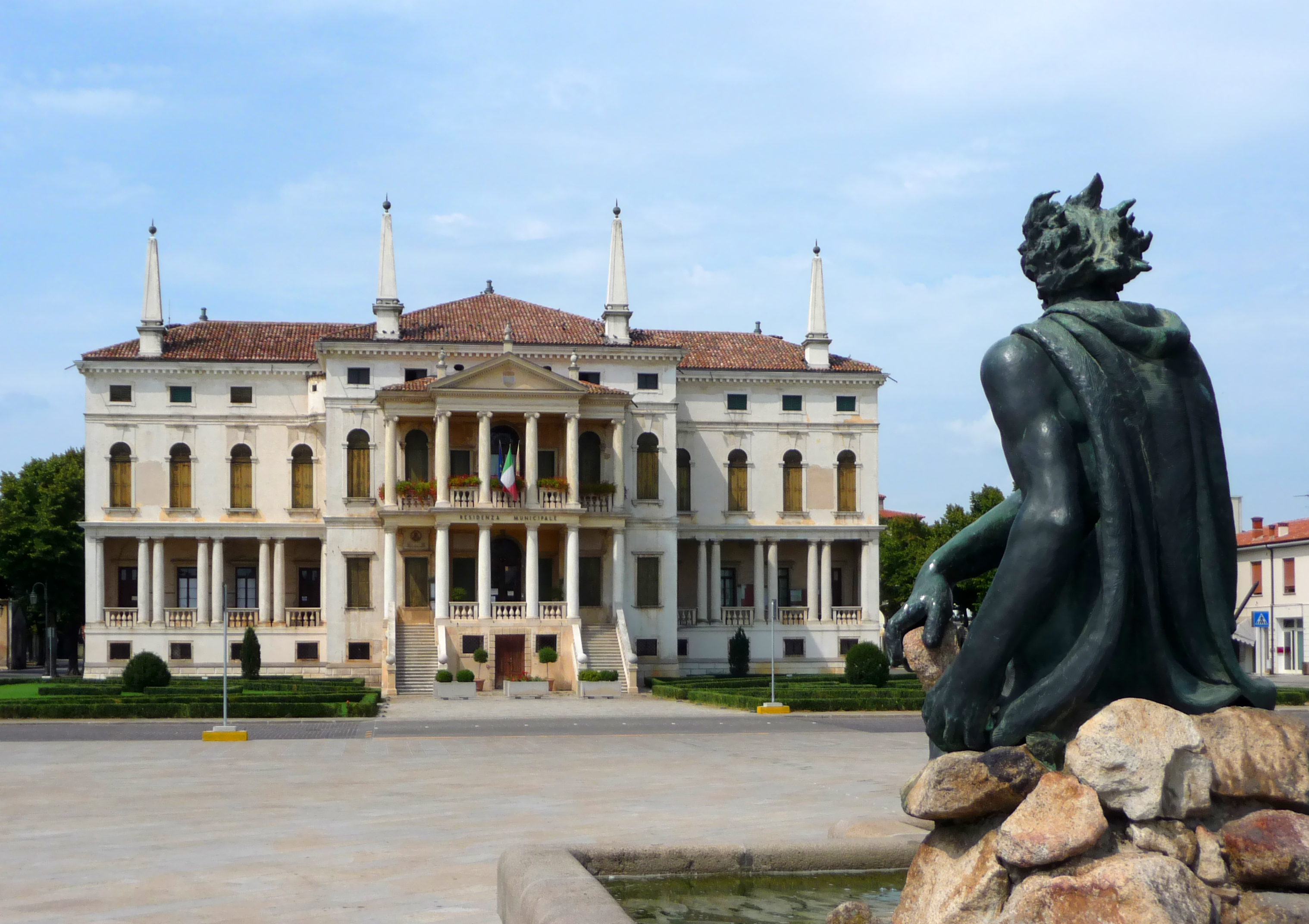
Villa Barbarigo a Noventa Vicentina

I Barbarigo furono una famiglia patrizia di Venezia, del cui patriziato fecero ancora parte anche dopo la serrata del Maggior Consiglio del 1297.

## Storia
Secondo la tradizione erano originari di Muggia e sarebbero giunti in laguna nei primi anni della Serenissima. Sempre secondo la leggenda, il nome della casata deriverebbe dal soprannome di un suo membro, Arrigo, che nell'880 vinse i Saraceni e si cinse la testa con una sorta di corona ricavata dalle barbe degli sconfitti; secondo un'altra versione, il cognome originario era Barbani e si doveva al "Monte Barbasco cioè Trieste". In realtà, il cognome Barbarigo è considerato un patronimico derivato dal soprannome o dal nome di un antenato con l'aggiunta dell'antico suffisso veneziano in -igo.
La famiglia ebbe proprietà nei pressi della chiesa di Santa Maria Zobenigo, di cui, secondo la tradizione, furono i fondatori assieme ai Jubanici.
La famiglia si estinse con Giovanni Filippo Barbarigo (1771-1843), morto senza figli. Quest'ultimo aveva nominato suo erede universale il conte Antonio Nicolò Giustinian Cavalli, con l'impegno di aggiungere al proprio cognome quello della casata estinta. Anche i Giustinian Cavalli Barbarigo scomparvero dopo due generazioni con le sorelle Orsola e Maria di Sebastiano Giulio.

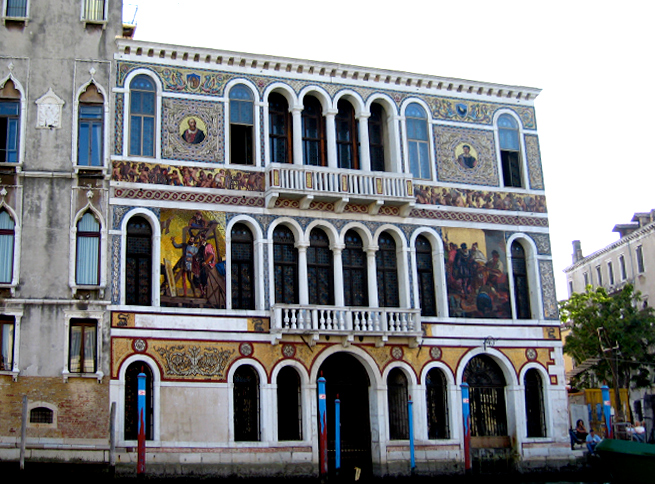
Palazzo Barbarigo a Venezia, sul Canal Grande

## Membri illustri
- Angelo Barbarigo (1350 ca-1418), vescovo di Verona e cardinale
- Marco Barbarigo (1413-1486), 73º doge di Venezia
- Agostino Barbarigo (1419-1501), 74º doge di Venezia, fratello di Marco
- Agostino Barbarigo (1516-1571), capitano generale da Mar e comandante durante la battaglia di Lepanto
- Gregorio Barbarigo (1625-1697), vescovo, cardinale e santo
- Marcantonio Barbarigo (1640-1706), arcivescovo e cardinale
- Gianfrancesco Barbarigo (1658-1730), vescovo e cardinale, nipote di Gregorio

## Luoghi e architetture
A Venezia:
- Palazzo Barbarigo a Dorsoduro
- Palazzo Barbarigo della Terrazza a San Polo
- Palazzo Barbarigo Nani Mocenigo a Dorsoduro
- Palazzo Minotto Barbarigo a San Marco

Altrove:
- Villa Barbarigo Fontana Giobellina a Fiesso d'Artico
- Villa Barbarigo a Merlara
- Villa Barbarigo a Mirano
- Villa Barbarigo a Noventa Vicentina
- Villa Barbarigo a Valsanzibio (frazione di Galzignano Terme)